# Puma Air
Puma Linhas Aéreas, що діє як Puma Air, — невелика бразильська авіакомпанія зі штаб-квартирою в місті Белен.
Згідно зі звітом Національного агентства цивільної авіації Бразилії в 2010 році частка пасажирських перевезень Puma Linhas Aéreas в країні склала 0,27 % на внутрішніх маршрутах за показником перевезених пасажирів на кілометр дистанції.

## Історія
Puma Linhas Aéreas була утворена 21 січня 2002 року, маючи у власному повітряному парку три літаки Cessna 208B Grand Caravan. Спочатку авіакомпанія надавала послуги аеротаксі на маршрутах між 12-ю аеропортами міст штату Пара, а потім отримала ліцензію на відкриття регулярних пасажирських маршрутів між аеропортами всередині країни.
Протягом декількох років авіакомпанія активно розвивала маршрутну мережу і збільшувала число літаків, поки не стала одним з найважливіших авіаперевізників регіону Амазонії. В силу ряду причин у лютому 2009 року Puma Linhas Aéreas припинила всі регулярні та чартерні перевезення, а через місяць у передбанкрунтному стані була продана приватним інвесторам.
У січні 2010 року Національне агентство цивільної авіації Бразилії затвердив зареєструвало нових власника авіакомпанії: 80 % акцій перебували у власності бразильської компанії «Ipiranga Obras Públicas e Privadas and to Gleison Gamboni e Souza» і решта 20 % — у власності ангольського авіаперевізника Angola Air Services. 12 квітня 2010 року Puma Linhas Aéreas відновила операційну діяльність, запустивши регулярні пасажирські рейси з Блекота в Макапу і Сан-Паулу.

## Маршрутна мережа
У грудні 2010 року маршрутна мережа регулярних перевезень авіакомпанії Puma Air включала в себе наступні пункти призначення:
- Белен — Міжнародний аеропорт імені Хуліо Сезара Рібейру
- Форталеза — Міжнародний аеропорт імені Пінту Мартінса
- Macapá — Міжнародний аеропорт Macapá
- Сан-Паулу — Міжнародний аеропорт Гуарульос

Чартерні рейси:
- Луанда — Міжнародний аеропорт імені Кватро Феверейри

## Флот
Станом на грудень 2010 року повітряний флот авіакомпанії Puma Air складався з одного літака:

## Бонусна програма
У 2010 році Puma Air уклала партнерську угоду з бюджетною авіакомпанією Бразилії Gol Airlines, згідно з яким бонусна програма заохочення часто літаючих пасажирів «Smiles» поширюється і на рейси Puma Air.